# Theraphosa blondi
Theraphosa blondi, numit și Păianjen mâncător de păsări goliat, este un păianjen din familia Theraphosidae și este considerat cel mai lung păianjen din lume. Primii exploratori europeni l-au văzut mâncând un colibri, de unde a și primit denumirea. 

## Descriere
Lungimea unei astfel de tarantule este de 30 cm, inclusiv lungimea picioarelor, cântărind 130 de grame. Însuși corpul la femele are în jur de 9 cm, iar la masculi – 8,5 cm. Culoarea variază în dependență de năpârlire. Corpul este brun, picioare sunt acoperite cu perișorii maronii. Spre deosebire de alți păianjeni, carapacea prosomei acestuia este perfect rotundă.

## Reproducere
Dimorfismul sexual este manifestat prin diferența de dimensiuni. La masculi prima pereche de picioare este adaptată pentru a menține chelicerele femelei mai departe de corpul lui, în timpul acuplării. Totuși, deseori masculul este mâncat de femelă. Femela depune între 100 și 200 de ouă.
Femelele au o speranță de viață de 6-15 ani, masculii 3 – 6 ani, dacă nu sunt mâncați. 

## Modul de viață
Acestă tarantulă este deosebit de agresivă. Dacă este amenințată, produce un sunet șuierător, numit stridulație. Acesta este produs prin frecarea perișorilor de pe membre. Apoi, expulzează peri iritanți în dușman. Dacă nici această nu ajută, atunci îl va ataca. Perișorii iritanți nu sunt periculoși pentru om, însă pot produce reacții alergice, erupții cutanate, inflamații etc. Chelicerele lui sunt foarte puternice, au o lungime între 1,9 – 3,8 cm și pot penetra pielea umană provocând dureri. Chelicerele conțin venin neurotoxic, relativ inonfensiv pentru om, având consecințe ca ale înțepăturilor de viespe. Tarantula Theraphosa blondi mușcă oamenii, în general, numai pentru a se autoapăra, iar din aceste mușcături nu rezultă întotdeauna injectarea veninului.
Această specie de păianjen își sapă galerii subterane, intrarea cărora este împânzită. Uneori pot folosi și vizuini abandonate de alte animale. Este o specie nocturnă.
La fel ca alți păianjeni, acesta are o vedere slabă, de acea principalul simț este cel tactil. Perișorii tactili repartizați pe suprafața corpului recepționează vibrațiile solului și aerului, inclusiv și temperatura.
În ciuda numelui său, mâncător de păsări, acest păianjen rareori vânează păsări, doar ocazional. Dieta lor constă, în principal, din insecte și alte nevertebrate. Cu toate acestea, datorită dimensiunii sale mari, nu este neobișnuit pentru această specie să vâneze și vertebrate. În zone sălbatice, specii mai mari de Theraphosa blondi au fost observate hrănindu-se cu rozătoare, șopârle, lilieci și șerpi veninoși. 

## Răspândire
Această specie este răspândită în regiunile mlăștinoase din pădurile tropicale din Venezuela, Guyana, Surinam și din nordul Braziliei.